# Grönlands universitet

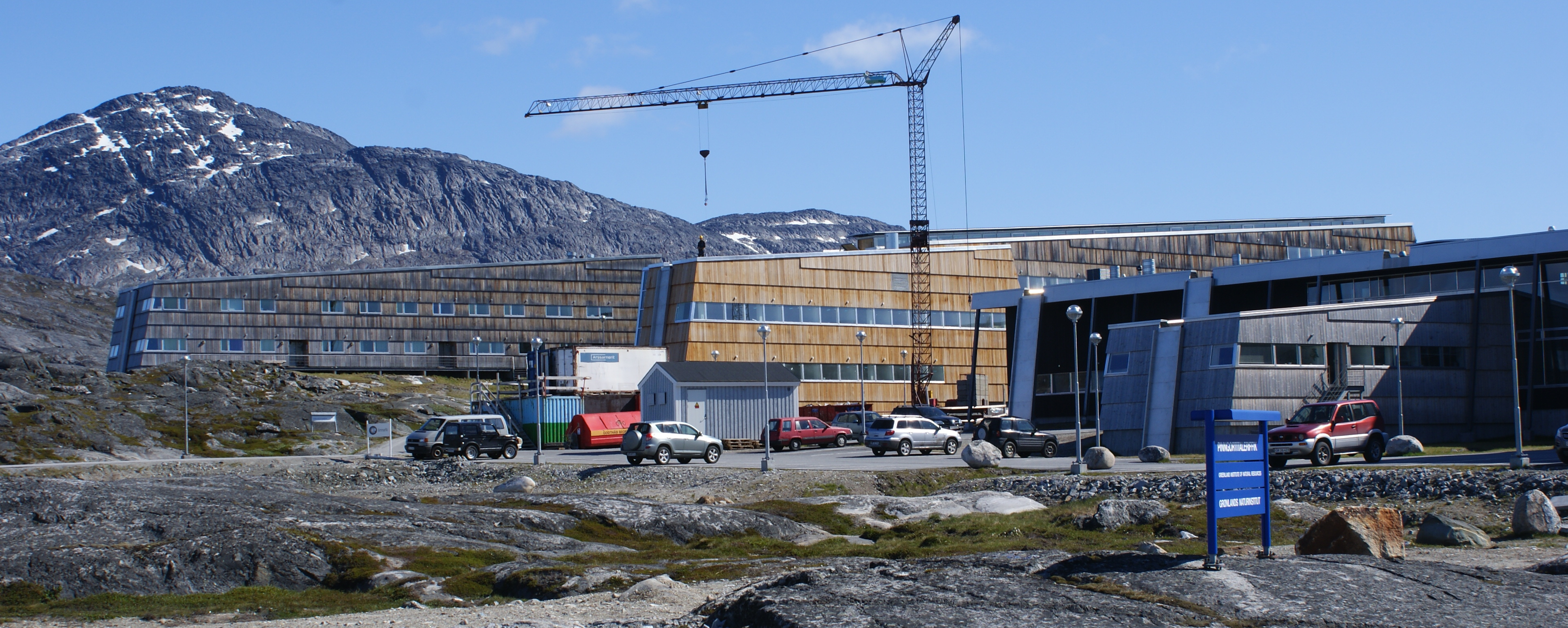
Campus, 2010.

Grönlands universitet (lokalt känt som Ilisimatusarfik), grundat 1987, är baserat i Nuuk, Grönland. De flesta kurser är på danska, men vissa kurser är på grönländska och engelska. 2016 hade universitetet omkring 700 studenter, varav de flesta var ortsbor, 14 lärare/forskare samt fem administratörer. Det låga antalet studenter beror främst på att Grönland ger alla studenter en fri universitetsutbildning i Europa och Nordamerika.

## Organisation
Universitetet har följande institutioner:
- Institutionen för kultur, språk och historia
- Institutionen för pedagogik
- Institutionen för samhälle, ekonomi och journalistik
- Institutionen för sjukvård och hälsovetenskap

## Universitetets webbsida
- http://www.ilisimatusarfik.gl/